# Lorenzo Antonio Canuti
Lorenzo Antonio Canuti (1727 – 26 dicembre 1767) è stato un anatomista e medico italiano.
Lorenzo Antonio nacque da Stefano; si laureò in Filosofia e Medicina nel 1749, e divenne professore onorario di Anatomia dell'Università di Bologna nel 1754, poi lettore stipendiato, e nel 1766 fu iscritto al Collegio medico.
Nel suo ultimo anno di vita fu nominato primario dell'ospedale di Santa Maria della Morte, succedendo a Giuseppe Azzoguidi.